# Desaparición de Tehuel de la Torre
Tehuel de la Torre (26 de marzo de 1999) es un joven trans argentino que desapareció en la tarde del 11 de marzo de 2021 luego de salir de su casa en San Vicente, Buenos Aires, con rumbo a Alejandro Korn. Se encontraría con Luis Alberto Ramos (37), quien le había ofrecido trabajo como mesero en una fiesta de cumpleaños. Se desconoce su paradero. La investigación del hecho derivó en la detención de dos hombres, quienes están en proceso judicial imputados por homicidio.

## Desaparición
Tehuel nació el 26 de marzo de 1999. Al momento de su desaparición, vivía en San Vicente, Buenos Aires, con su madre, su pareja y su hijo, y su hermana. Tehuel había comenzado su transición de género unos meses antes de su desaparición.
El 11 de marzo de 2021, Tehuel salió de su casa, durante el trayecto, se encontró con su hermana Verónica en el barrio La Esperanza de Alejandro Korn y le mencionó que iba a una entrevista para un trabajo de mozo en un evento. Tomó un colectivo y llegó a Alejandro Korn para encontrarse con Luis Alberto Ramos, un hombre de 37 años a quien había conocido en varias marchas del Movimiento Socialista de los Trabajadores. Ramos le había ofrecido trabajo como mesero en una fiesta de cumpleaños. La entrevista estaba pactada a las 19 hs pero llegó a las 16:30 hs aproximadamente.
Siendo las 00:24 hs del 12 de marzo, se registra la última señal del celular de Tehuel de la Torre desde el domicilio de Luis Ramos.

## Denuncia
El sábado 13 de marzo por la mañana, su novia Michelle se dirige por primera vez a la comisaría 1.ª de San Vicente a radicar la denuncia por la desaparición de Tehuel. Pero recién en una segunda vez, acompañada por una persona mayor pudo obtener una radicación de la denuncia: 

No me quisieron tomar la denuncia por tener 17 años. Cuando lo describía a la policía, una de las oficiales me dijo: «ah es un pibe trans». Sentí un poco de discriminación y mala gana. Más tarde volví con una vecina. Nos dijeron que teníamos que hacer la denuncia en Alejandro Korn porque ahí es donde él desapareció. Nos llevaron en un móvil
Michelle, novia de Tehuel

### Investigación
La investigación está a cargo de Karina Guyot, fiscal de la Unidad Fiscal Descentralizada de San Vicente.

#### 2021

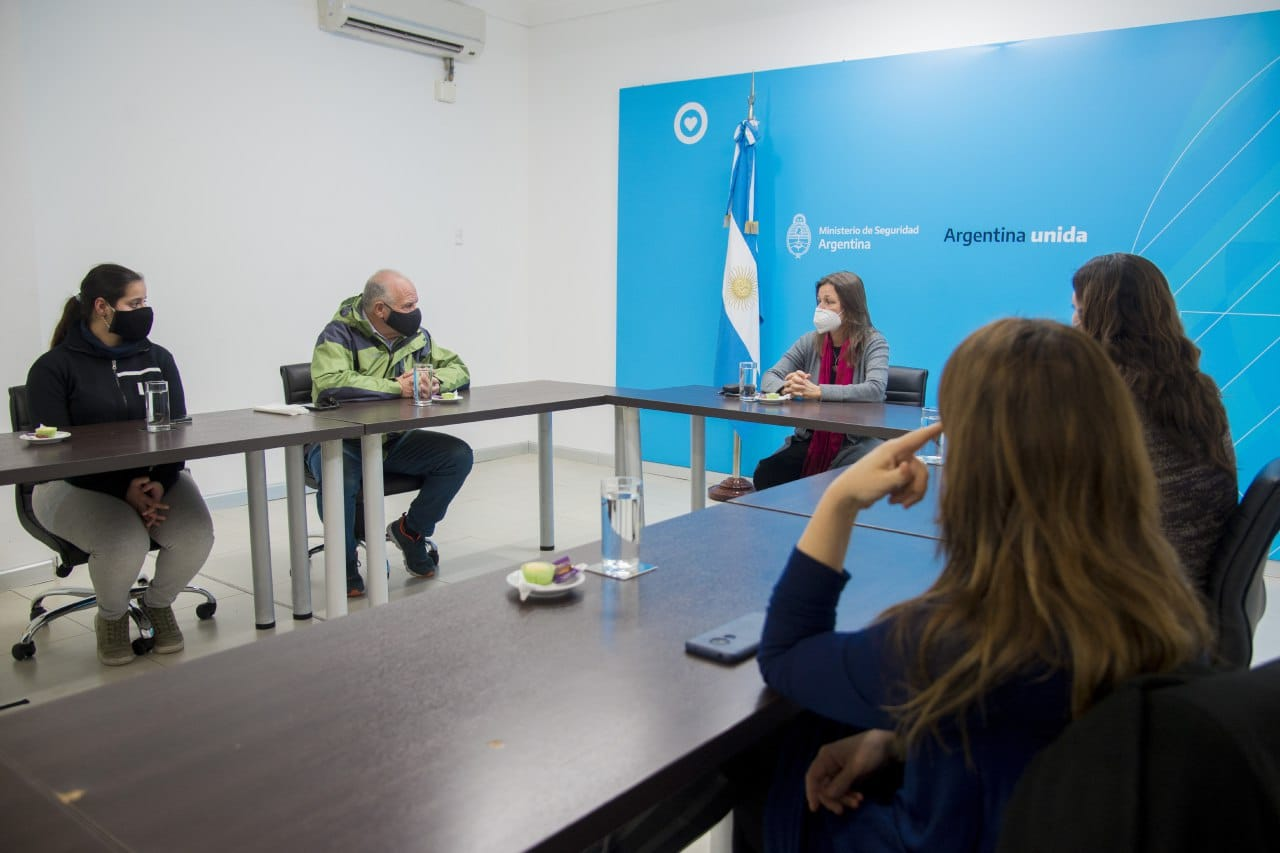
Sabina Frederic, ministra de Seguridad de la Nación, reunida con Andrés y Ailén, el padre y la hermana de Tehuel

El 13 de marzo, la policía geolocaliza el celular de Tehuel de la Torre en la casa de Ramos.
Un teléfono destruido y ropa pertenecientes a Tehuel fueron encontrados en los primeros allanamientos a la casa de Ramos el 16 de marzo. También se recolectan muestras de sangre en el lugar para su análisis.
El 18 de marzo, luego de tomar conocimiento de la desaparición de Tehuel, interviene el Departamento de Políticas de Género y Diversidad de la Municipalidad de San Vicente y se pone en contacto con la familia.

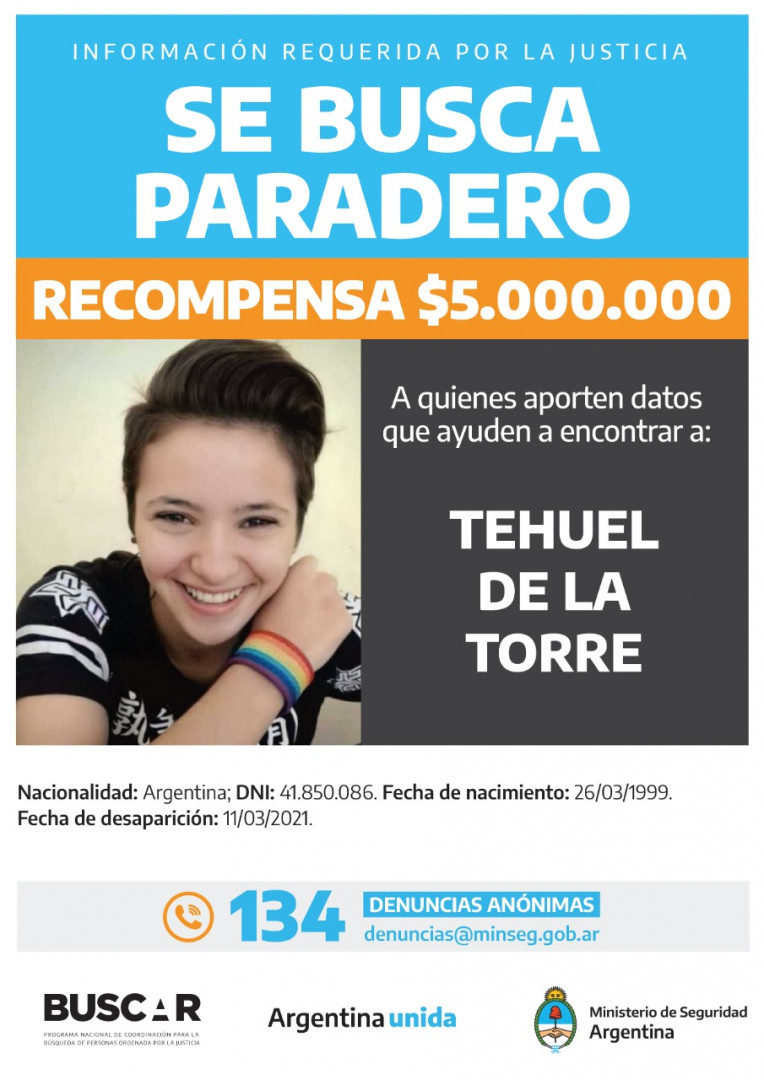
Flyer oficial de búsqueda de paradero de Tehuel de la Torre publicada por el Ministerio de Seguridad

El 23 de marzo es detenido Luis Alberto Ramos en Dock Sud, se había rasurado su cabello y borrado el contenido de su teléfono móvil. Se negó a declarar.

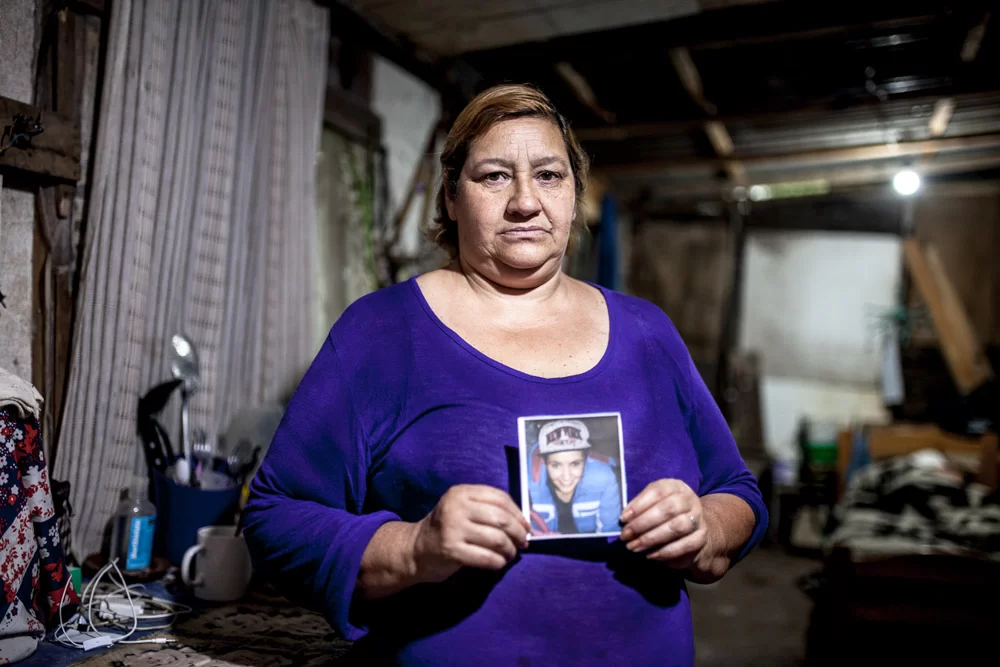
Norma, madre de Tehuel con una fotografía de su hijo desaparecido

El 26 de marzo el ministro de seguridad de la Provincia de Buenos Aires, Sergio Berni se refirió al caso en una entrevista en Crónica TV:

Uno es un optimista patológico y siempre tiene que apuntar a trabajar con la esperanza de encontrarlo de la mejor manera, pero la investigación está apuntando a la peor hipótesis.
Sergio Berni, fragmento de entrevista

El 27 de marzo es detenido Oscar Alfredo Montes (46), amigo de Ramos, por orden de la fiscal Karina Guyot. Se lo imputa de encubrimiento en concurso real con falso testimonio.
El 30 de marzo se dio a conocer una fotografía  detectada en el teléfono móvil de Montes, donde  se observa por última vez a Tehuel junto a los dos detenidos en la casa de Montes. La misma se guarda en la cuenta de Gmail de Tehuel a las 20.42 hs del día de su desaparición.
El 5 de abril, la ministra Estela Díaz del Ministerio de las Mujeres, Políticas de Género y Diversidad Sexual de la Provincia de Buenos Aires, se reúne con la familia de Tehuel y el equipo ministerial, dando su compromiso de seguir de cerca la investigación.
El 21 de abril, el Ministerio de Seguridad por intermedio de la Dirección Provincial de Registro de Personas Desaparecidas ofrece una recompensa de entre $1500000 y $2000000 de pesos a quienes puedan proporcionar datos para dar con el paradero de Tehuel.
El 26 de mayo, tras distintos testimonios en el marco de la investigación, se realiza un rastrillaje con buzos tácticos y personal especializado en la laguna Mirin de Alejandro Korn, cercana a las viviendas de Ramos y Montes.
El 3 de junio se realizan rastrillajes, en un ecopunto y en un predio del CEAMSE en las cercanías de las viviendas de Ramos y Montes, dando resultados negativos.
El 10 de junio se realiza un allanamiento en la casa de un vecino de Ramos en el barrio La Nueva Esperanza. Ese mismo día una mujer denuncia haber visto a una persona similar a Tehuel en Caleta Olivia, por lo que la fiscalía envía un exhorto para que se realice una pegatina con su rostro en la ciudad.
El 11 de junio se realizan dos rastrillajes; uno en el predio del CEAMSE de la ciudad de José León Suárez, y otro en la vivienda de "Agüita" (amigo de los detenidos), en Alejandro Korn.
El 15 de junio se realizan allanamientos y rastrillajes en una chanchería en el barrio la Esperanza.
El 22 de julio, la ministra del Ministerio de Seguridad de la Nación, Sabina Frederic, se reúne con Andrés y Ailén de la Torre, padre y hermana de Tehuel a fin de evaluar los avances en la causa y aportar herramientas de búsquedas junto con la Policía Federal Argentina y el Sistema Federal de Búsqueda de Personas Desaparecidas y Extraviadas (SIFEBU).
El 13 de agosto por medio de la resolución N°1224/21, el Ministerio de Seguridad de la Provincia de Buenos Aires duplica el monto (de 2 millones a 4 millones de pesos) de la recompensa para quienes puedan aportar información válida que contribuya con el paradero de Tehuel.

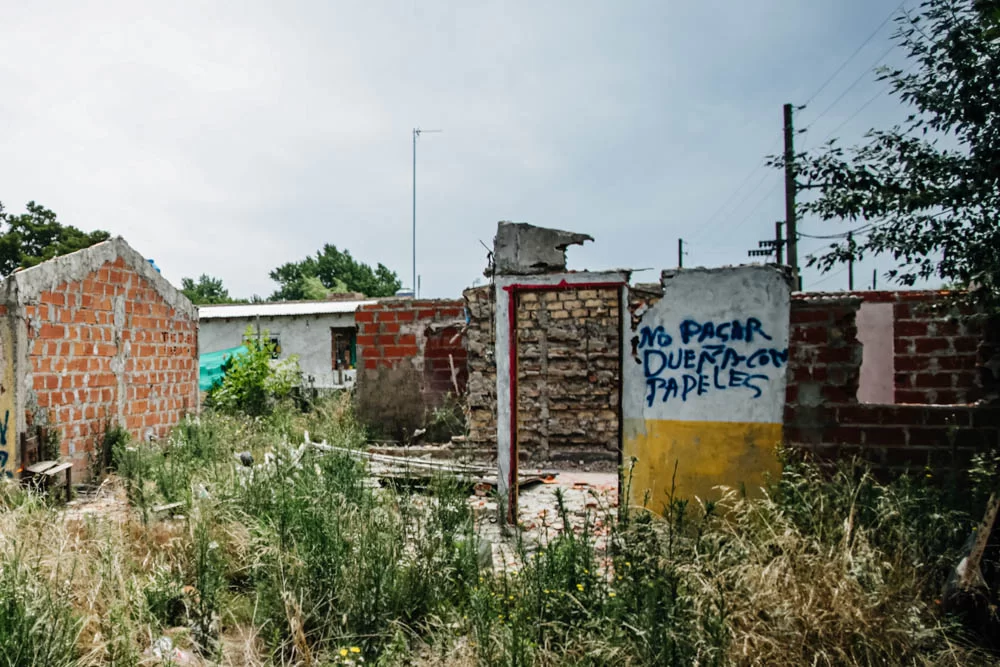
Casa demolida de Ramos a fines de 2021

El 10 de septiembre, la fiscal ordena un allanamiento en la casas de los detenidos. Las pericias en el ADN determinan que la sangre de las muestras tomadas en una pared de la casa de Ramos, pertenecen a Tehuel de la Torre.
A fines de 2021, la casa de Alberto Ramos fue demolida.

#### 2022
El 11 de marzo de 2022, un año después de su desaparición, el Ministerio de Seguridad aumentó la recompensa a 5 millones de pesos por información sobre su paradero.

## Causa judicial
La querella de la familia está dividida en dos partes. Por un lado, están Norma, su madre, y Verónica Alarcón, su hermana mayor, representadas por el abogado Alejandro Valle:

La línea de investigación más fuerte es que Ramos lo asesinó y hubo una conspiración entre Montes y Ramos, los dos detenidos que hay hasta el momento. Además hay dos personas más que pueden estar involucradas.
Alejandro Valle, abogado de Norma

El padre de Tehuel, Andrés de la Torre, está representado por las abogadas Marcela Mancini y Vanesa Vargas, que son parte de la Colectiva de Abogadas Translesbofeministas, quienes cuestionan que la fiscalía enfoque la investigación en la búsqueda de un cuerpo. 

A nosotras nos interesa que se investiguen todas las posibilidades (...) ¿Existe la posibilidad de que Tehuel esté vivo? Sí, existe, porque no hay nada en el expediente que diga con certeza lo contrario. Se encontraron dos gotas de sangre con ADN compatible con los familiares de Tehuel en la casa de Ramos, pero eso puede haber sido producto de cualquier cosa: un golpe, una trompada, algún corte accidental, de un montón de cosas... Eso nos prueba que Tehuel estuvo ahí y nos prueba que Ramos y Montes mintieron, pero no nos prueba que Tehuel esté muerto.
Vanesa Vargas, abogada de Andrés

### 2021
El 17 de julio, Montes da una declaración falsa confirmada por la Fiscalía en donde aportaba datos falsos e incorrectos.
El 8 de noviembre, la fiscalía decide imputar a Ramos y Montes por homicidio agravado por odio a la identidad de género, un cambio respecto a la calificación original.
El 9 de noviembre, Ramos y Montes se presentan a indagatoria y prestan declaración.
El 10 de noviembre, Ramos y Montes declaran por primera vez y niegan todos los cargos. Admiten que se encontraron con Tehuel de la Torre, pero que luego se retiró a su casa.

### 2022
El 12 de marzo de 2022, Martín Rizzo, juez de Garantías n°8 de Cañuelas, eleva a juicio oral la causa titulada Nro. 6753/1776 – IPP 06-05-001038-21/00 por homicidio agravado por odio a la orientación sexual e identidad de género contra Tehuel De la Torre. Luis Alberto Ramos y Oscar Alfredo Montes, serán juzgados por el homicidio de Tehuel (artículo 80 del Código Penal) con el agravante de odio a la identidad de género, juzgándolos así, como un crimen de odio (inciso 4). El juzgado acepta el desdoblamiento de la causa, con el objetivo de continuar la búsqueda de Tehuel, a cargo de la Fiscalía de San Vicente.
El 7 de septiembre se realiza un rastrillaje más exhaustivo en 39 campos y arroyos de la zona del barrio donde Luis Ramos se movilizó en las horas posteriores a la desaparición de Tehuel. Sin embargo, los resultados no arrojaron indicios claros sobre su paradero. Tras esta última búsqueda en campo, utilizando perros entrenados y buzos en el arroyo cercano, no surgieron nuevos datos que justificaran continuar con tareas similares.
En noviembre de 2022, la fiscal Karina Guyot imputó a Oscar Alberto Montes y Luis Alberto Ramos por homicidio calificado por odio a la identidad de género, basándose en pruebas como análisis de cámaras de seguridad, más de 20 fotos en el celular de Ramos fechadas el 11 de marzo, fragmentos del celular de Tehuel y manchas de sangre.

### 2023
El 29 de mayo, Norma Nahuelcura, madre de Tehuel de la Torre, encabezó la presentación de una campaña exigiendo que se adelante el juicio por la desaparición de su hijo. La conferencia de prensa inaugural tuvo lugar en la sede del Bachillerato Popular Travesti Trans Mocha Celis, acompañada por diversas organizaciones y funcionarios. Norma Nahuelcura expresó su desesperación: “Quiero que se adelante este juicio y que me digan qué es lo que pasó con Tehuel”. La abogada de la familia, Flavia Centurión, reveló que la fecha tentativa del juicio sería agosto de 2027 y afirmó: “Lo que vamos a pedir y exigir es que se adelante la fecha de juicio. No podemos esperar tanto tiempo para que la justicia nos diga qué es lo que pasó con Tehuel”. El encuentro contó con la presencia de la titular del INADI, Greta Pena, y la subsecretaria de Políticas de Diversidad del Ministerio de Mujeres, Géneros y Diversidad, Agustina Ponce, quienes subrayaron la necesidad de una reforma judicial y de protocolos específicos para la búsqueda de personas LGBTI+. Gaita Nihl, tutor del Bachillerato Mocha Celis, enfatizó: “Cuando pienso en Tehuel pienso que podría haber sido cualquiera de nosotros”.
El 14 de julio, el Tribunal Oral en lo Criminal n°2 de La Plata, adelanta el juicio oral a julio de 2024, durante la feria judicial en lugar del 2027, debido a las reiteradas solicitudes de celeridad ante la gravedad del caso por parte de diversas organizaciones como Agrupación de Familiares y Amigues de Tehuel de la Torre, la Comisión Organizadora de la Marcha del Orgullo - Línea Histórica y el Ministerio de Mujeres, Géneros y Diversidad.
La Fiscalía de San Vicente se enfocó en rastrear casos de personas fallecidas no identificadas y restos óseos sin identificar desde la desaparición de Tehuel. Gestionaron información con el Registro Nacional de las Personas y solicitaron datos a los departamentos judiciales en Buenos Aires, CABA y a nivel nacional. Los primeros informes fueron negativos.

### 2024

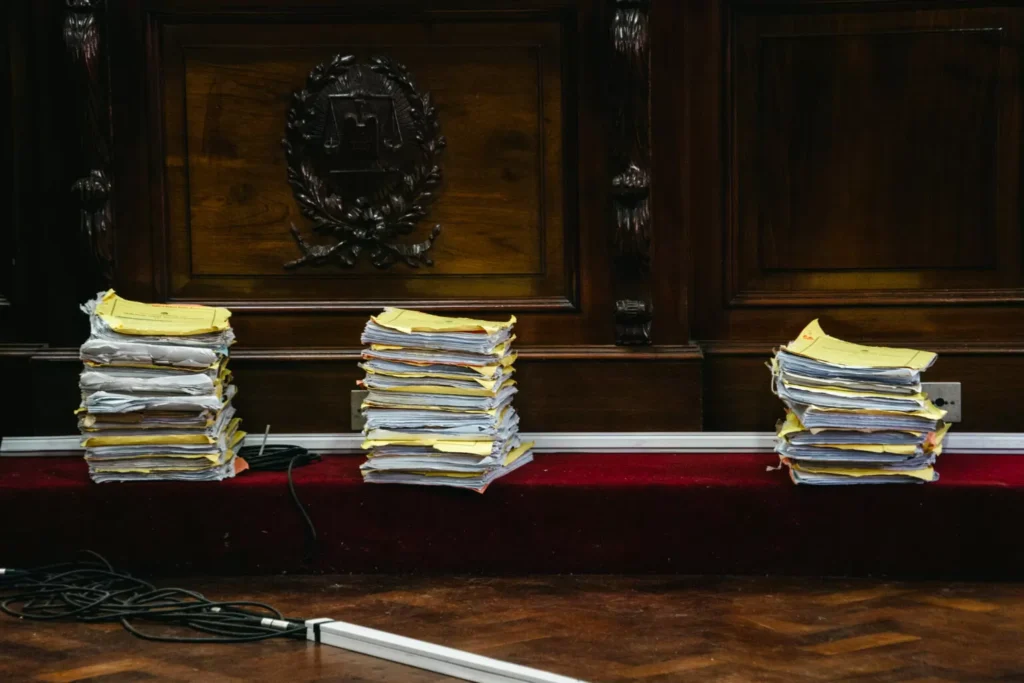
Expedientes de la causa de Tehuel de la Torre en el Tibunal de La Plata en el primer día del juicio en 2024 contra Luis Ramos.

A fines de junio, a semanas del inicio del juicio previsto para el 15 de julio, el Tribunal Oral en lo Criminal (TOC) N° 2 de La Plata aceptó el pedido de la defensa de uno de los imputados, lo que resultó en la realización de dos procesos judiciales distintos: uno con un tribunal técnico y otro con un juicio por jurados. La decisión responde a la solicitud de Oscar Montes, quien, a través de su nuevo abogado defensor, argumentó no haber sido informado de su derecho a elegir entre un juicio por jurados y un juicio técnico. El tribunal consideró este pedido, a pesar de ser presentado fuera de plazo, y decidió desdoblar el proceso. Así, la familia de Tehuel enfrenta dos juicios: uno contra Oscar Montes, cuya fecha aún no ha sido fijada, y otro contra Luis Alberto Ramos, que se fijó para el 15 de julio durante la feria judicial. Esta decisión ha generado críticas y preocupación. La abogada querellante, Flavia Centurión, señaló que esto implica una revictimización para la familia, que deberá atravesar dos veces el proceso judicial y que todos los testigos tendrán que declarar nuevamente. Centurión destacó que esta medida, aunque responde a garantías constitucionales del imputado, contraviene el derecho de la víctima a una justicia sin procesos revictimizadores. Organizaciones como el Frente Orgullo y Lucha expresaron su preocupación por la decisión del tribunal, calificándola de "pedido extemporáneo" que prioriza los derechos de uno de los imputados sobre los de la víctima y su familia. Argumentaron que esta decisión retrasa el proceso judicial y restringe el acceso a la justicia para las personas travestis y trans.

#### Juicio a Ramos

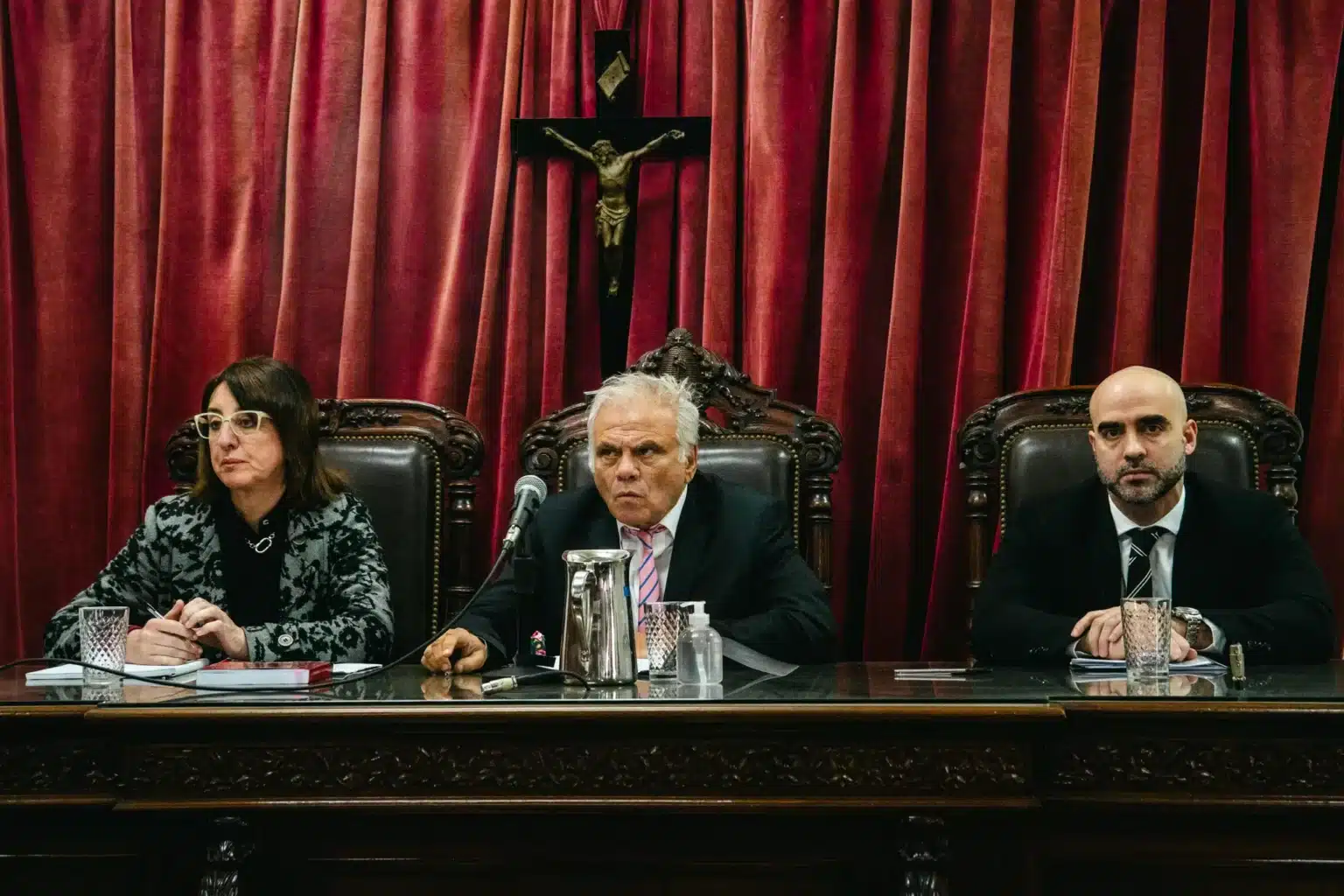
Autoridades en la sala A del TOC 2 de La Plata el 15 de julio de 2024. Conformado por: el presidente, Claudio Joaquín Bernard, la vicepresidenta Silvia Edit Hoerr y el vocal Ramiro Fernández Lorenzo.

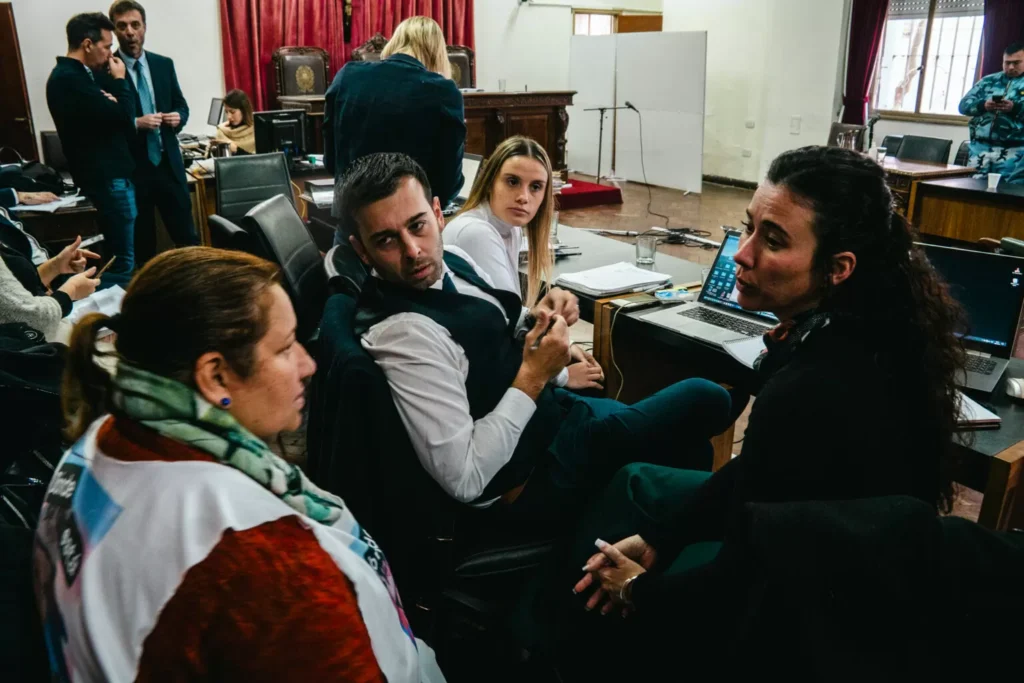
Madre de Tehuel y sus abogados en el tribunal el 15 de julio de 2024

Luis Alberto Ramos es el único acusado en el juicio que se lleva a cabo del 15 al 26 de julio en el Tribunal Oral Criminal N° 2 de La Plata (calle 8 entre 56 y 57). Por su parte, su amigo Oscar Alberto Montes, quien enfrenta un juicio por jurados, aún no tiene fecha establecida. La abogada de la familia, Flavia Centurión, ha señalado que enfrentar dos juicios representa una “situación de revictimización” para la familia de Tehuel. Durante este primer juicio, las audiencias se desarrollarán de lunes a viernes, de 10 a 18 horas. Se prevé que declaren entre 60 y 90 testigos, quienes también tendrán que testificar en el segundo juicio. El tribunal está compuesto por Claudio Joaquín Bernard, Silvia Hoerr y Ramiro Fernández Lorenzo. Organizaciones activistas invitan a acompañar las audiencias diarias de 10 a 18 horas frente al Tribunal ubicado en la calle 8 entre 56 y 57 en La Plata. Para estos días, se planificaron actividades como una radio abierta, un abrazo colectivo y diversas actividades culturales.
- 15 de julio: El primer día del juicio por la desaparición de Tehuel de la Torre tuvo lugar en el Tribunal Oral Criminal n°2 de La Plata. Desde temprano, frente al edificio del Poder Judicial, activistas se congregaron con una radio abierta y actividades para acompañar las audiencias de las dos semanas previstas de este juicio contra Luis Ramos. Pasadas las 11 de la mañana, el tribunal abrió la sesión en la sala A del primer piso, con un telón bordó raído de fondo y un enorme crucifijo. Ramos, el único procesado en este juicio y acusado de ser coautor de homicidio agravado por odio a la orientación sexual e identidad de género, llegó esposado y bajo custodia del Servicio Penitenciario Bonaerense. Se sentó junto a su abogada defensora, Natalia Argenti.[7]

La lista de personas llamadas a declarar en el primer día del juicio cambió a último momento. Inicialmente, se esperaba que declararan nueve personas: seis relacionadas con la familia de Tehuel de la Torre y tres con identidad reservada. Sin embargo, finalmente declararon seis personas, algunas de las cuales no estaban previstas originalmente.
La primera en declarar fue Norma Nahuelcurá, madre de Tehuel, quien describió cómo era la vida de su hijo y cómo fueron los días previos a su desaparición. Norma recordó que Tehuel era un joven que disfrutaba del fútbol y que siempre estaba en contacto con ella. Relató que el 10 de marzo de 2021 lo vio por última vez, y al día siguiente comenzó a preocuparse cuando Tehuel no respondía sus mensajes. Norma mencionó que Tehuel había sido convocado por un tal «Luigi» para un trabajo de mozo, quien resultó ser Luis Ramos. Michelle L., la novia de Tehuel, también declaró y describió su relación con él, mencionando las dificultades que enfrentaban debido a su condición de trans. Contó que Tehuel buscaba trabajo pero no lo conseguía porque no querían contratar a un chico trans. Michelle relató el día de la desaparición, cuando Tehuel recibió un llamado para un trabajo y salió en su bicicleta, y cómo después intentó localizar a Ramos cuando Tehuel no regresó.
Varias personas que testificaron pidieron declarar sin la presencia de Ramos en la sala por temor a represalias, aunque no todas las solicitudes fueron concedidas. Catalina S., expareja de Ramos, contó que sufrió violencia por parte de él y que había denunciado abusos cometidos por Ramos. Durante el cuarto intermedio, antes de la declaración del último testigo, los abogados compartieron detalles sobre el desarrollo del juicio. La madre de Tehuel, Norma Nahuelcurá, expresó su agradecimiento y también habló Mónica Galván, representante de la Asociación Familiares y Amigues de Tehuel. Otros testigos, como Julio Elias Agûero, y sus vecinos Romina Lobosco y Ricardo García Somaruga, describieron episodios de violencia y comportamientos agresivos de Ramos.
Entre el público asistente se encontraban la diputada Mónica Macha; la ministra de las Mujeres, Políticas de Género y Diversidad Sexual de la provincia de Buenos Aires, Estela Díaz; Florencia Guimaraes, del Programa de Acceso a Derechos de personas travestis y trans del Centro de Justicia de la Mujer del Consejo de la Magistratura de CABA; Martín Canevaro de 100% Diversidad y Derechos; Darío Arias de ILGA LAC y Conurbanxs por la Diversidad; y Marcela Tobaldi de La Rosa Naranja. Estas organizaciones forman parte del Frente Orgullo y Lucha, que ha estado trabajando para asegurar que el juicio se lleve a cabo con perspectiva de género. También asistieron Lucía Portos, subsecretaria de Género y Diversidad Sexual de Buenos Aires; la diputada provincial Laura Cano; y Soledad Mendé, directora de Género y Diversidad de San Vicente, en representación del intendente Nicolás Mantegazza. Además, se contó con la presencia de representantes de otras organizaciones que apoyan a la Comisión de Familiares y Amigues de Tehuel.
La sesión terminó cerca de las tres de la tarde. Se anunciaron 13 testigos para el día siguiente, y afuera del tribunal, los activistas continuaron con sus actividades, música y muestras de apoyo.
Al cierre de la jornada, la activista travesti Florencia Guimaraes expresó:

Es importante estar acá, organizarnos para venir. Que la Justicia vea que tenemos una red y también que conozca cuáles son nuestras necesidades.

La madre de Tehuel, Norma Nahuelcurá, agradeció a todos los presentes y expresó su determinación de seguir luchando por justicia para su hijo.
- 16 de julio: En la segunda audiencia del juicio por la desaparición de Tehuel, la última testigo del día, Priscila M., fue detenida al terminar su declaración por haber incurrido en falso testimonio. A lo largo del juicio, Priscila M. reveló haber tenido una relación cercana con Ramos y negó conocer a Tehuel, aunque las contradicciones en su relato y los mensajes de WhatsApp que intercambió con Ramos sugirieron lo contrario. Este comportamiento llevó a su detención inmediata por parte del tribunal, ya que se consideró que su testimonio estaba lleno de omisiones y falsedades.[26]

Durante esta jornada, además de Priscila M., declararon otros testigos que aportaron detalles sobre el comportamiento de Ramos. Estos testimonios describieron incidentes como el robo de pastillas y amenazas con cuchillo por parte de Ramos, así como encuentros sospechosos con vecinos y situaciones en las que se intentó ocultar información sobre Tehuel.
- 17 de julio:En el tercer día del juicio por la desaparición de Tehuel de la Torre, declararon varios policías que participaron en los allanamientos a las casas de Ramos y Oscar Montes, el otro imputado. El perito Federico Di Luca presentó los movimientos del teléfono de Tehuel, indicando que la última señal emitida fue desde la casa de Ramos. Otros testimonios confirmaron la presencia de manchas de sangre y restos de una campera quemada en la casa de Ramos, además de la carcasa de un celular que pertenecía a Tehuel.[27]

Los testimonios de los policías que participaron en los allanamientos y el análisis de las comunicaciones entre los teléfonos de Tehuel y Ramos encontraron rastros de sangre en la casa de Ramos, un colchón y sábanas manchadas, y un perfil de WhatsApp con mensajes comprometedoras. Declararon que Ramos fue capturado en Avellaneda tras intentar ocultarse y cambiar su apariencia, y en su posesión una cuchilla y pastillas de clonazepam.
- 18 de julio: En la cuarta jornada del juicio, declararon once peritos y funcionarios policiales que participaron en el allanamiento de la casa de Luis Ramos, y en las pericias que ayudaron a reconstruir las últimas localizaciones del joven. Estas declaraciones fueron convocadas por la fiscalía a cargo de Juan Pablo Caniggia.[28]

Durante el primer allanamiento a la casa de Ramos, los peritos de la policía científica Piro, Paz y Navamuel explicaron el hallazgo de los elementos probatorios que encontraron como la carcasa de un teléfono Motorola; un pedazo de tela similar a la de un colchón; dentro de la casa, sobre una pared amarilla, se identificaron manchas de sangre que fueron confirmadas como compatibles con sangre humana por el bioquímico Darío Flores; restos de una campera azul y roja con detalles blancos que estaba quemada en una ligustrina. Las características de la campera coinciden con la que Tehuel llevaba el día de su desaparición, lo que permitió a la testigo Sofía V., funcionaria de la DDI de La Plata, rastrearlo en las cámaras de seguridad de un supermercado de la zona. Además, se hallaron preservativos, aunque no se pudo determinar si habían sido usados, y numerosos perros sueltos y atados en el terreno, que llamó la atención a los peritos.
Entre las pericias incluidas en la causa, se recuperó una foto de Montes, Ramos y Tehuel en uno de los teléfonos peritados. Carlos Gianni Nouzelles, perito informático, logró acceder a la cuenta de Gmail de Tehuel y determinar que su última conexión fue pasada la medianoche del 12 de marzo de 2021. Luis Ramos fue detenido el 23 de marzo de 2021 en Avellaneda, en un estado desalineado y portando un cuchillo y pastillas. El último testigo, Guillermo Galván, jefe de la Policía Científica de San Vicente, declaró que la casa de Ramos fue demolida en una de las intervenciones.
- 19 de julio:En la quinta audiencia del juicio a Luis Alberto Ramos, se presentó una psicóloga que entrevistó al acusado y una compañera del MST, que describió la relación entre Tehuel y Ramos.[29]

Durante esta audiencia, el Tribunal rechazó la solicitud de los abogados de Norma Nahuelcurá, la madre de Tehuel, para que incluya el testimonio de una representante de la comunidad trans, que consideran clave para comprender la realidad desde una perspectiva directa. En el juicio, los testimonios han sido dados solo por personas cisgénero.
Norma Nahuelcurá expresó su agradecimiento por el apoyo del activismo frente al juzgado.
Karina Sorokowski, psicóloga del Ministerio de Seguridad de la Provincia, que entrevistó a Luis Ramos para el perfil psicológico durante la investigación por la desaparición de Tehuel, informó que notaron "quiebres en el discurso" del acusado. Sorokowski describió a Ramos como inicialmente cooperativo y verborrágico, pero con comportamientos manipuladores. Explicó que, a pesar de su discurso empático, Ramos mostraba falta de afectividad y empatía, lo cual parecía indicar un intento de protección personal.
Andrea Licolich, quien conoció a Ramos y a Tehuel en el MST, relató que fue Ramos quien presentó a Tehuel como “una amiga” y que, aunque había una buena amistad, ella le sugirió a Tehuel que se distanciara de Ramos, ya que notó que Ramos no lo percibía como hombre. Licolich también mencionó que Ramos había expresado sobre Tehuel "era un desperdicio de mujer haberse vuelto hombre", y que en el Movimiento se consultaba a los militantes sobre sus preferencias en actividades, revelando las opiniones tradicionales de Ramos sobre género.
El Tribunal examinó si Ramos estaba en una posición de poder sobre Tehuel. Tanto la psicóloga que entrevistó a Ramos como los psicólogos que hablaron con la familia de Tehuel discutieron esta cuestión. Se sabe que Tehuel estaba en una situación vulnerable y que Ramos solía proporcionarle trabajos informales y asistencia económica. La familia de Tehuel describió la relación con Ramos como una combinación de amistad y apoyo laboral, considerando a Ramos como alguien que lo escuchaba.
- 25 de julio:Durante la sexta audiencia del juicio a Luis Ramos, se presentaron nuevas pruebas y expertos en telefonía, genética y psicología forense, así como la hermana de Tehuel, quienes ofrecieron testimonios sobre la noche de su desaparición y los días siguientes.[30]

Los peritos que examinaron los teléfonos de Ramos, de Oscar Montes (el otro acusado) y de Priscila M. (testigo detenida por falso testimonio) dieron su testimonio, quienes reconstruyeron la línea de tiempo de la desaparición de Tehuel. El teléfono de Tehuel mostró señales cerca del domicilio de Ramos el 12 de marzo a las 9:42 am, un día después de su desaparición. Los peritos confirmaron que alguien había manipulado el teléfono. Además, un perito genético confirmó que una mancha de sangre encontrada en la casa de Ramos pertenecía a Tehuel, con una certeza del 99,9%.
Daniel Osorio, psicólogo forense, describió a Ramos como una persona violenta y manipuladora con rasgos psicopáticos. Osorio observó que Ramos se esforzaba por mostrarse como una víctima y subrayó la falta de empatía del acusado. También mencionó que la relación entre Ramos y Tehuel tenía una asimetría significativa en términos de edad y situación económica, situando a Tehuel en una posición vulnerable.
Verónica Alarcón, hermana de Tehuel, relató su último encuentro con él el 11 de marzo de 2021. Tehuel le dijo que iba a la casa de un amigo llamado Luiggi para un trabajo de mozo. Verónica describió la ropa que llevaba Tehuel esa noche.
Entre los presentes en los tribunales se encontraban varias figuras del activismo y familiares, quienes brindaron su apoyo a la madre de Tehuel y destacaron la importancia de la visibilidad y el acompañamiento, y convocaron a un festival durante los alegatos para visibilizar la violencia contra las personas trans y exigir justicia. Se prevé para el día siguiente los alegatos finales de la fiscalía, la defensa de Ramos y la querella.
- 26 de julio: En la última jornada del juicio, se presentaron los alegatos de la fiscalía, la querella y la defensa ante el Tribunal  de La Plata, repasando pruebas, testimonios y hechos relevantes en el caso. A pesar de no haber encontrado el cuerpo de Tehuel, la evidencia sugiere que fue víctima de un homicidio motivado por odio hacia su identidad de género.[31]

Tanto la fiscalía como la querella pidieron la condena a cadena perpetua para Luis Alberto Ramos, acusado del homicidio agravado por odio a la identidad de género. Además, solicitaron la implementación de medidas de reparación comunitaria para las personas travestis y trans. En contraste, la defensa de Ramos pidió la absolución, alegando falta de pruebas definitivas.
El fiscal Juan Pablo Caniggia presentó una reconstrucción detallada de los eventos entre la noche del 11 y la madrugada del 12 de marzo de 2021. Afirmó que Ramos y el otro acusado, Oscar Montes, causaron la muerte de Tehuel debido a odio hacia su identidad de género. Mencionó evidencias como testimonios, el análisis del teléfono de Tehuel y pruebas encontradas en la vivienda de Ramos, como manchas de sangre y restos quemados de pertenencias de Tehuel. El fiscal también destacó la personalidad violenta de Ramos y sus comentarios transodiantes. Los abogados de la querella enfatizaron el agravante de odio hacia la identidad de género, describiendo la brutalidad del crimen y su impacto en la familia y la comunidad trans. También pidieron la implementación de un protocolo específico para buscar personas trans desaparecidas y la declaración de emergencia social para combatir la violencia contra esta comunidad. La defensora Natalia Argenti cuestionó la validez de las pruebas y propuso varias teorías alternativas sobre lo que pudo haber sucedido con Tehuel, incluyendo la posibilidad de que esté vivo. Rechazó la idea de que el crimen fue motivado por odio hacia la identidad de género y pidió la absolución de Ramos, argumentando que no se ha probado su culpabilidad más allá de toda duda razonable.
En la audiencia, organizaciones en defensa de los derechos LGBTI+, junto con familiares de otras víctimas de violencia, ofrecieron un respaldo a la causa con un festival en las mediaciones del tribunal. Al finalizar la audiencia, se llevó a cabo una marcha para exigir justicia por Tehuel y otras víctimas de violencia. Este evento coincidió con el aniversario de la desaparición de Johana Ramallo, otra joven que sufrió violencia. La marcha finalizó con una suelta de globos y un acto de conmemoración.
El Tribunal ha programado el veredicto para el 30 de agosto. Aunque el proceso judicial generalmente se resuelve en menos de cinco días hábiles, los jueces se tomarán más de un mes para emitir su decisión debido a la carga de trabajo.
- 30 de agosto: El Tribunal Oral en lo Criminal N.º 2 de La Plata ha sentenciado a Luis Alberto Ramos a cadena perpetua por el asesinato de Tehuel de la Torre, en un fallo que considera el crimen como agravado por odio hacia la identidad de género de la víctima. El tribunal también ha probado que Ramos es coautor tanto del homicidio como de la desaparición del cuerpo de Tehuel.

Durante 40 minutos, dos secretarias del juzgado leyeron en voz alta el veredicto firmado por el juez Claudio Bernard, presidente del Tribunal Oral en lo Criminal Nro. 2 de La Plata, algunos de sus fragmentos dictaminaban:

El imputado no solo le quitó la vida a Tehuel motivado por el odio a su identidad de género, sino que quiso desaparecer lo único tangible que queda de un ser humano cuando muere, impidiendo que sus seres queridos puedan tener su cuerpo para despedirlo.

Ramos no comulgaba con estos modelos no patriarcales de concebir una pareja. Estableció los parámetros de su relación personal con Tehuel no reconociendo en público su identidad sexual con frases como ‘chico chica’ o ‘la mujer es para el hombre y el hombre para la mujer’, de forma que no pueden más que tomarse como despectivas. Además, lo condicionaba económicamente al prometerle trabajo y ofrecerle dinero, creando de esta forma una dependencia económica, por lo que sin lugar a dudas el imputado se aprovechó de la vulnerabilidad de la víctima.

## Repercusiones

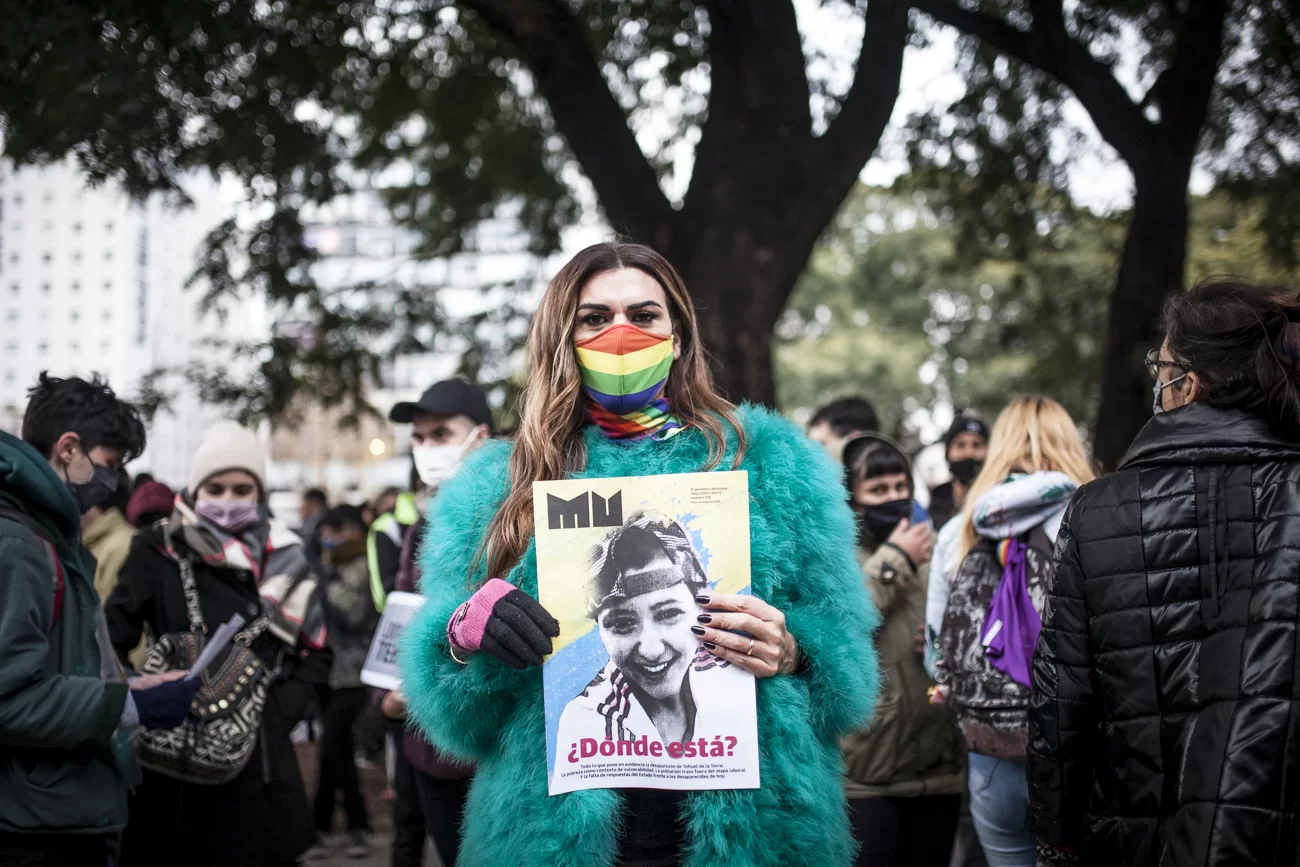
Florencia de la V sosteniendo la portada de la Revista Mu dedicada a Tehuel de la Torre en la Marcha del orgullo LGBT de Buenos Aires en 2021

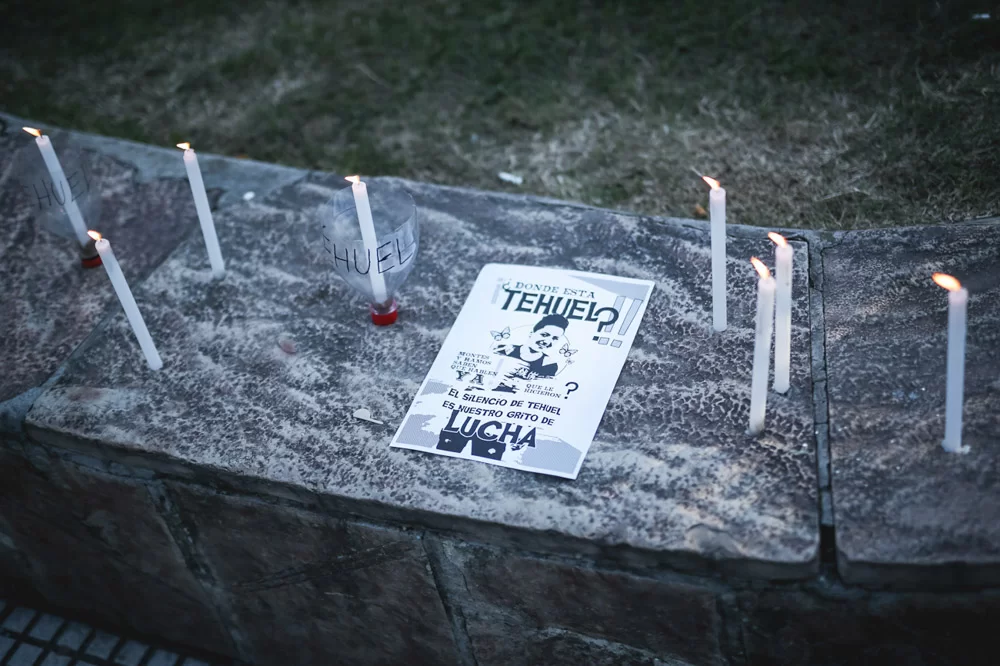
Panfleto de Tehuel rodeado de velas en una de las Marchas de las antorchas

El caso de la desaparición de Tehuel de la Torre ha tenido repercusiones sociales a nivel nacional en Argentina, el cual se ha convertido en una causa de lucha del movimiento LGBT, en particular de la población de hombres trans. Se ha creado además la agrupación Autoconvocadxs por Tehuel, la cual concentra la difusión de la causa y el llamamiento a diversas actividades.
El caso ha sumado adhesiones de organizaciones LGBT y referentes como Quimey Ramos y Florencia de la V y organizaciones de derechos humanos como la Asamblea Permanente por los Derechos Humanos, el Centro de Estudios Legales y Sociales (CELS), CORREPI, así como de varios partidos políticos como el Frente de Izquierda y de Trabajadores - Unidad, y sindicatos como FEDUBA y la Asociación Trabajadores del Estado.
Se han realizado en distintas partes del país manifestaciones, marchas y diversas actividades en reclamo por la aparición de Tehuel y el esclarecimiento del caso.

### Tratamiento en medios de comunicación
El caso de la desaparición de Tehuel, fue tomado por los canales de noticias por obra del activismo. El mismo fue abordado en ocasiones de forma discriminatoria y asociando a la criminalización, patologización y con una mirada de desconfianza sobre la vida de la víctima.
El caso también ha repercutido en varios medios internacionales.
El 13 de julio de 2024, se lanzó el podcast Tehuel, una bandera de lucha por Tiempo Argentino y Agencia Presentes, que narra la historia de Tehuel de la Torre. A través de testimonios de su madre, activistas y abogados, el podcast reconstruye su búsqueda, cuestiona la justicia y analiza las condiciones de vida de la comunidad trans. Este proyecto universitario, que consta de dos episodios de aproximadamente 15 minutos cada uno, surge como trabajo de graduación y destaca las deficiencias en la sistematización de la búsqueda de personas desaparecidas en Argentina. Además, examina el proceso judicial, en particular la concesión de un juicio por jurados a uno de los imputados, lo cual podría revictimizar a la familia. El podcast también subraya la importancia de la Ley de Cupo Laboral Travesti Trans y busca sensibilizar al público sobre las desigualdades estructurales que enfrenta esta comunidad. Algunas de las entrevistas y la locución se realizaron en el Espacio Cultural La Homero Manzi, mientras que la edición final se llevó a cabo en el Centro de Producción e Investigación Audiovisual (CePIA) de la Facultad de Ciencias Sociales de la UBA.

### Manifestaciones

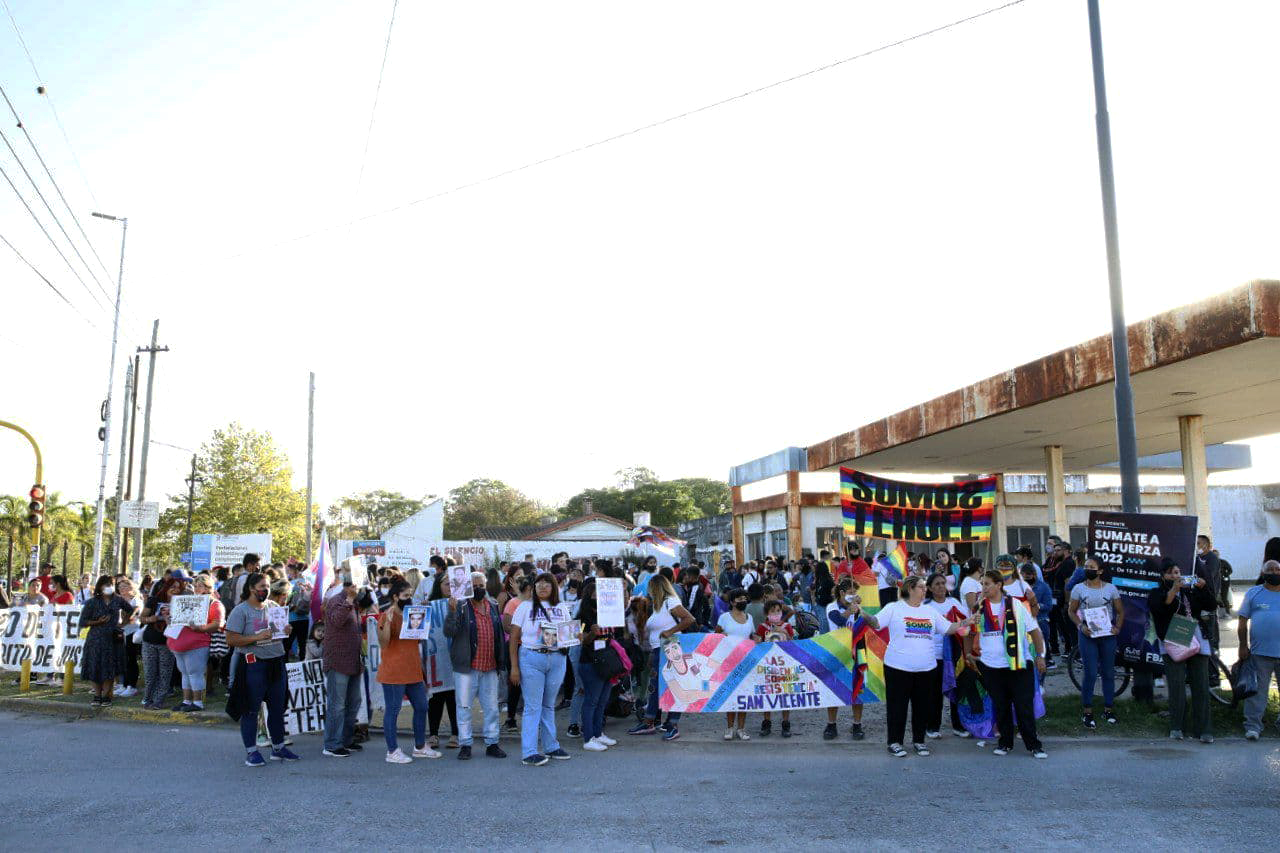
Manifestación en Alejandro Korn por pedido de justicia de Tehuel a un año de su desaparición

#### 2021
- El 26 de marzo de 2021, en coincidencia con el cumpleaños 22 de Tehuel, se realizó la primera Marcha de las Antorchas en San Vicente.

- El 11 de abril de 2021, se realiza un twittazo por Tehuel. Al cumplirse un mes de su desaparición, las organizaciones que acompañan la causa realizaron una actividad de difusión en la red social Twitter. Al día siguiente, se realiza una convocatoria nacional a través de las organizaciones LGBT a concentrarse en todas las plazas y espacios públicos del país para reclamar por su búsqueda y aparición con vida.

- El 11 de mayo se realiza la segunda Marcha de las Antorchas por familiares, vecinos y personas autoconvocadas.

- El 11 de junio y el 11 de agosto, tras cumplirse tres y 5 meses sin Tehuel se organizan marchas de antorchas en diferentes plazas del país.

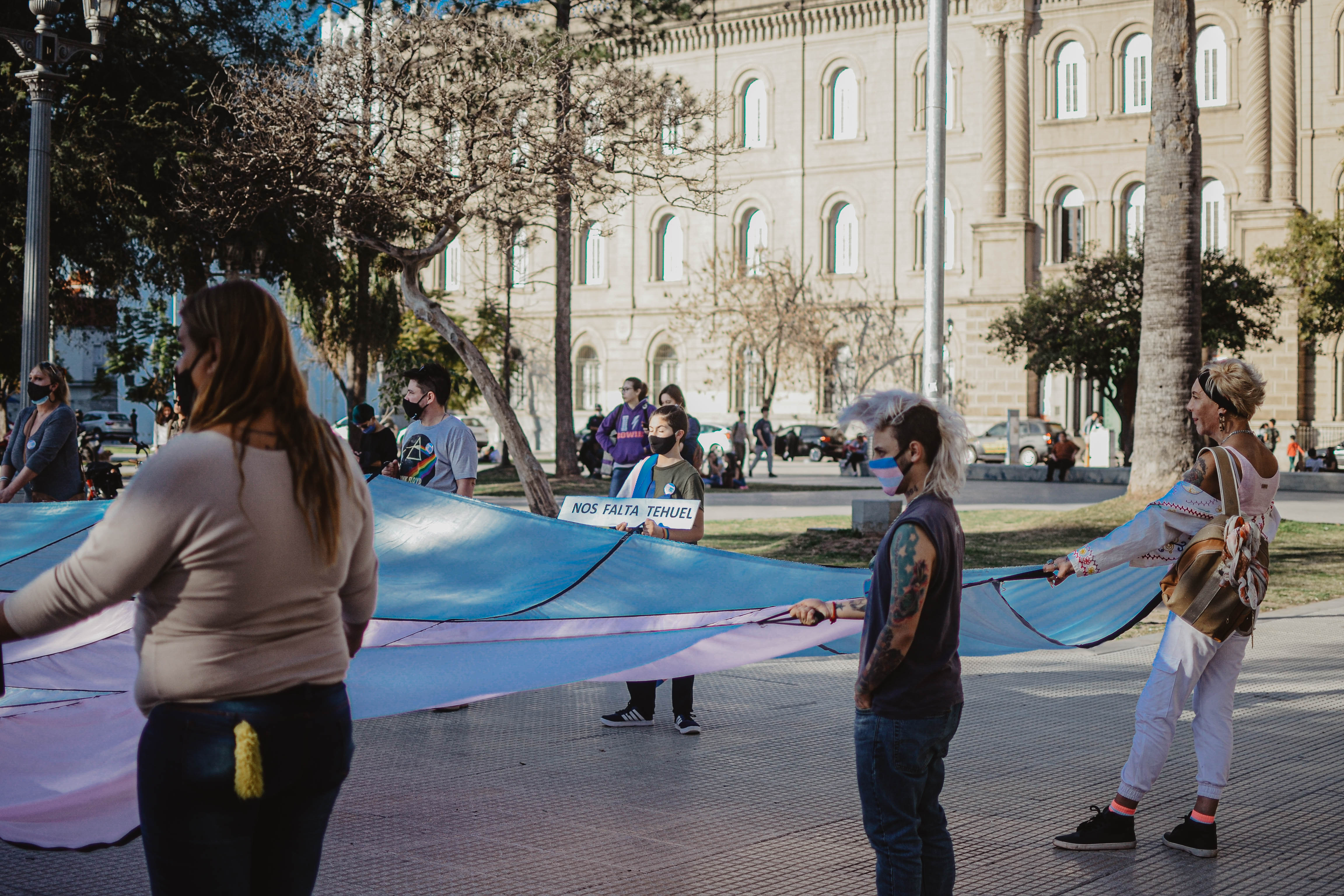
Banderazo Trans del Archivo de la Memoria Trans en su acción en la ciudad de Santa Fe. Entre sus consignas se puede leer un cartel en alusión a Tehuel. En el centro, el activista Giovi Novello participando de la actividad. 23 de julio de 2021.

#### 2022

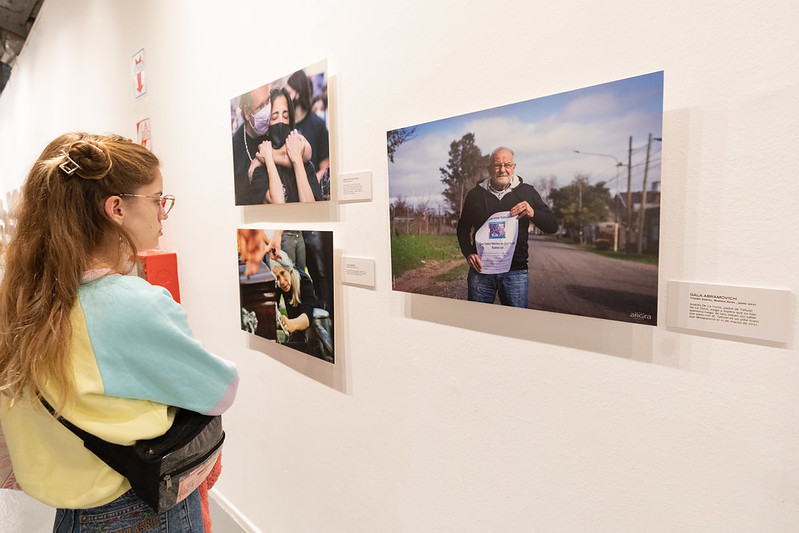
Una joven observa una fotografía del padre de Tehuel reclamando justicia en la 33° Muestra Anual de Fotoperiodismo Argentino en el Centro Cultural Borges de Galerías Pacífico

- El 11 de febrero de 2022, durante la 10 Marcha del Orgullo en Necochea, Pierina Nochetti participó de una actividad en donde se pintó un grafiti con la pregunta «¿Dónde está Tehuel?» en un edificio abandonado, conmemorando a Tehuel de la Torre, lo que ha desencadenado una controversia legal. La justicia de Necochea acusa a Nochetti de causar “daños graves” al patrimonio histórico, basando la acusación en una fotografía publicada en un portal de noticias que muestra a una persona de espaldas frente al mural. El juicio contra Pierina estaba programado para el 6 de marzo de 2024 en el Juzgado en lo Correccional N°1 de Necochea, pero fue postergado debido a una licencia del juez Ernesto Juliano. La defensa considera que la acusación está motivada por la persecución política y la represión del activismo de Pierina. La situación ha tenido un impacto profundo en la vida de Nochetti, que enfrenta una posible condena de hasta cuatro años y ha visto reducidas sus oportunidades laborales. Organizaciones como Amnistía Internacional y el Centro de Estudios Legales y Sociales han intervenido en el caso, pidiendo la absolución de Pierina y defendiendo el derecho a la protesta pacífica. La comunidad continúa movilizándose en apoyo a Nochetti mientras esperan una nueva fecha para la audiencia.[50][51]

- El 11 de marzo de 2022 a las 19 hs, al conmemorarse un año de su desaparición, se realizó una marcha pidiendo por su aparición y justicia en Alejandro Korn, que contó con el apoyo del Ministerio de las Mujeres, Géneros y Diversidad:

Nuestro país ha hecho enormes avances, pero el fenómeno es estructural y global, por ello hay que profundizar políticas públicas que derriben las barreras para el acceso a derechos, recordemos que Tehuel desaparece en ocasión de ir en búsqueda de un trabajo
Greta Pena, subsecretaria de Políticas de Diversidad de la Nación

Además, se inaugura un mosaico en memoria de Tehuel en el Centro Cultural la Estación de San Vicente.

## Obras
- Desaparecidxs en democracia. Capítulo cuarto: ¿Dónde está Tehuel?, 11 de marzo de 2023. Serie documental.[54][9]

- Tehuel, una bandera de lucha, podcast (2024).[49]

- Piñeiro, Claudia (01-11-2023). «4. De otros intereses y preocupaciones». Escribir un silencio. Buenos Aires, Argentina: Alfaguara. p. 432. ISBN 9786313010202. Consultado el 30 de julio de 2024. «Si no hay cuerpo, ¿No hay delito?»